# Uchaux
Uchaux este o comună în departamentul Vaucluse din sud-estul Franței. În 2009 avea o populație de 1.377 de locuitori.

## Evoluția populației
| An        | 1975 | 1982 | 1990  | 1999  | 2006  | 2009  |
| --------- | ---- | ---- | ----- | ----- | ----- | ----- |
| Populație | 460  | 630  | 1.322 | 1.465 | 1.373 | 1.377 |